# Maršalski jezik
Maršalski (također ebon, marshallesa, maršalootočki jezik; ISO 639-3: mah; maršalski: Kajin M̧ajeļ ili Kajin Majõl) je jezik iz grupe malajsko-polinezijskih jezika. Uz engleski, službeni je jezik na Maršalovim Otocima, a govori se i na Nauru. Ima nešto manje od 44 000 govornika (Bender, 1979.). Dijalekti: rälik i ratak
Pripada užoj mikronezijskoj skupini unutar koje čini posebni podskupinu. Pismo: latinica.

## Vanjske poveznice
- Ethnologue (14th)
- Ethnologue (15th)
- Osnovne fraze maršalskoga jezika  Arhivirana inačica izvorne stranice od 10. studenoga 2005. (Wayback Machine) (engleski)